# Grammy Awards 1995
La 37ª edizione dei Grammy Awards si è svolta il 1º marzo 1995 presso lo Shrine Auditorium di Los Angeles.

## Vincitori e candidati

### Categorie principali

#### Registrazione dell'anno
- All I Wanna Do - Sheryl Crow; Bill Bottrell (produttore)
- I'll Make Love to You - Boyz II Men; Babyface (produttore)
- He Thinks He'll Keep Her - Mary Chapin Carpenter; Mary Chapin Carpenter & John Jennings (produttori)
- Love Sneakin' Up On You - Bonnie Raitt; Don Was & Bonnie Raitt (produttori)
- Streets of Philadelphia - Bruce Springsteen; Bruce Springsteen & Chuck Plotkin (produttori)

#### Canzone dell'anno
- Streets of Philadelphia, scritta e cantata da Bruce Springsteen
- All I Wanna Do, scritta da David Baerwald, Bill Bottrell, Wyn Cooper, Sheryl Crow e Kevin Gilbert, cantata da Sheryl Crow
- Can You Feel the Love Tonight, scritta da Elton John e Tim Rice, cantata da Elton John
- Circle of Life, scritta da Elton John e Tim Rice, cantata da Elton John
- I Swear, scritta da Gary Baker e Frank J. Myers, cantata da John Michael Montgomery e gli All-4-One

#### Miglior artista esordiente
- Sheryl Crow
- Ace of Base
- Crash Test Dummies
- Green Day
- Counting Crows

#### Album dell'anno
- MTV Unplugged - Tony Bennett
- From the Cradle - Eric Clapton
- Longing in Their Hearts - Bonnie Raitt
- Seal - Seal
- The 3 Tenors in Concert 1994 - José Carreras, Plácido Domingo e Luciano Pavarotti con Zubin Mehta

### Pop

#### Miglior interpretazione vocale pop femminile
- Sheryl Crow - All I Wanna Do
- Mariah Carey - Hero
- Céline Dion - The Power of Love
- Bonnie Raitt - Longing in Their Hearts
- Barbra Streisand - Ordinary Miracles

#### Miglior interpretazione vocale pop maschile
- Elton John - Can You Feel the Love Tonight
- Michael Bolton - Said I Loved You...But I Lied
- Prince - The Most Beautiful Girl in the World
- Seal - Prayer for the Dying
- Luther Vandross - Love the One You're With

#### Miglior interpretazione vocale pop di gruppo
- All-4-One - I Swear
- Ace of Base - The Sign
- Crash Test Dummies - Mmm Mmm Mmm Mmm
- Lisa Loeb & Nine Stories - Stay (I Missed You)
- The Pretenders - I'll Stand by You

#### Miglior collaborazione vocale pop
- Al Green e Lyle Lovett - Funny How Time Slips Away
- Bryan Adams, Rod Stewart e Sting – All for Love
- Tony Bennett e k.d. lang – Moonglow
- John Mellencamp e Me'shell Ndegeocello – Wild Night
- Luther Vandross e Mariah Carey – Endless Love

#### Miglior album pop vocale
- Longing in Their Hearts - Bonnie Raitt
- The Sign - Ace of Base
- The 3 Tenors in Concert 1994 - José Carreras, Plácido Domingo & Luciano Pavarotti con Zubin Mehta
- I Love Everybody - Lyle Lovett
- Seal - Seal

### Rap

#### Miglior interpretazione rap solista
- Queen Latifah - U.N.I.T.Y.
- Coolio – Fantastic Voyage
- Craig Mack – Flava in Ya Ear
- Snoop Doggy Dogg – Gin and Juice
- Warren G – This D.J.

### Rock

#### Miglior album rock
- Voodoo Lounge - The Rolling Stones
- Vs. - Pearl Jam
- Monster - R.E.M.
- Superunknown - Soundgarden
- Sleeps with Angels - Neil Young e Crazy Horse

#### Miglior canzone rock
- Streets of Philadelphia, scritta da Bruce Springsteen, cantata da Bruce Springsteen
- Come to My Window, scritta da Melissa Etheridge, cantata da Melissa Etheridge
- I'm the Only One, scritta da Melissa Etheridge, cantata da Melissa Etheridge
- All Apologies, scritta da Kurt Cobain, cantata da Nirvana
- Black Hole Sun, scritta da Chris Cornell, cantata da Soundgarden

#### Miglior interpretazione vocale rock femminile
- Melissa Etheridge - Come to My Window
- Sheryl Crow – I'm Gonna Be a Wheel Someday
- Liz Phair – Supernova
- Sam Phillips – Circle of Fire
- Bonnie Raitt – Love Sneakin' Up On You

#### Miglior interpretazione vocale rock maschile
- Bruce Springsteen - Streets of Philadelphia
- Beck – Loser
- Peter Gabriel – Red Rain
- Van Morrison – In the Garden / You Send Me
- Neil Young – Philadelphia

#### Miglior interpretazione rock di un duo o un gruppo
- Aerosmith - Crazy
- Counting Crows – Round Here
- Green Day – Basket Case
- Nirvana – All Apologies
- Pearl Jam – Daughter

#### Miglior canzone hard rock
- Black Hole Sun - Soundgarden

#### Miglior interpretazione hard rock
- Soundgarden - Black Hole Sun
- Alice in Chains – I Stay Away
- Beastie Boys – Sabotage
- Green Day – Longview
- Pearl Jam – Go

#### Miglior canzone metal
- Spoonman - Soundgarden

#### Miglior interpretazione metal
- Soundgarden - Spoonman
- Anthrax e Public Enemy – Bring the Noise (live)
- Megadeth – 99 Ways to Die
- Pantera – I'm Broken
- Rollins Band – Liar

### Alternative

#### Miglior interpretazione di musica alternativa
- Green Day - Dookie
- Tori Amos – Under the Pink
- Crash Test Dummies – God Shuffled His Feet
- Sarah McLachlan – Fumbling Towards Ecstasy
- Nine Inch Nails – The Downward Spiral

### R&B

#### Miglior canzone R&B
- I'll Make Love to You, scritta da Babyface, eseguita da Boyz II Men
- When Can I See You, scritta ed eseguita da Babyface
- You Mean the World to Me, scritta da Babyface, L.A. Reid e Daryl Simmons, eseguita da Toni Braxton
- If That's Your Boyfriend (He Wasn't Last Night), scritta ed eseguita da Meshell Ndegeocello
- Body and Soul, scritta da Rick Nowels ed Ellen Shipley, eseguita da Anita Baker

#### Miglior album R&B
- II - Boyz II Men
- Rhythm of Love - Anita Baker
- I'm Ready - Tevin Campbell
- Just for You - Gladys Knight
- Plantation Lullabies - Meshell Ndegeocello
- Songs - Luther Vandross

### Country

#### Miglior album country
- Stones in the Road - Mary Chapin Carpenter

### New age

#### Miglior album new age
- Prayer for the Wild Things - Paul Winter
- Acoustic Planet - Craig Chaquico
- Mandala - Kitarō
- The Garden - Michael Nesmith
- Turn of the Tides - Tangerine Dream

### Reggae

#### Miglior album reggae
- Crucial Roots Classics - Bunny Wailer
- Rise and Shine - Aswad
- Strongg - Black Uhuru
- Light My Fire - Dennis Brown
- Reggae Dancer - Inner Circle
- Stir It Up - AA.VV.

### Produzione

#### Produttore dell'anno, non classico
- Don Was
- David Foster
- Trevor Horn
- Jimmy Jam & Terry Lewis
- Brendan O'Brien

### Videoclip

#### Miglior videoclip
- Love Is Strong - The Rolling Stones; David Fincher (regista); Ceán Chaffin (produttore)
- Agolo - Angélique Kidjo
- Lucas with the Lid Off - Lucas Secon
- Fire on Babylon - Sinéad O'Connor
- Go West - Pet Shop Boys
- Jurassic Park - "Weird Al" Yankovic

## Categorie speciali

### MusiCares Person of the Year
- Tony Bennett